# Guzmania
Guzmania là một chi thực vật có hoa trong phân họ Tillandsioideae của họ Bromeliaceae với khoảng gần 220 loài đã biết.
Chi này được đặt tên theo Anastasio Guzman, một nhà dược học và nhà tự nhiên học người Tây Ban Nha.

## Đặc điểm
Các loài trong chi này chủ yếu là thực vật không thân, thường xanh, sống biểu sinh lâu năm, bản địa khu vực Florida, Tây Ấn, nam Mexico, Trung Mỹ, bắc và tây Nam Mỹ. Chúng được tìm thấy ở cao độ tới 3.500 m (11.483 ft) trong các rừng mưa Andes.
Cây chết đi sau khi ra hoa vào mùa hè, nhưng cây mới lại dễ dàng nhân giống từ các mầm xuất hiện khi cây mẹ chết. Chúng là thực vật biểu sinh nên dễ sống nếu như được buộc vào các miếng vỏ cây với rễ được bó trong rêu than bùn (Sphagnum).
Guzmania cần nhiệt độ nóng ấm và độ ẩm tương đối cao. Nấm túi Bipolaris sorokiniana (dạng sinh sản vô tính của Cochliobolus sativus) và các loài nấm túi khác có thể gây ra bệnh thối rễ ở Guzmania nếu rễ quá ẩm và lạnh.

## Sử dụng
Một vài loài trong chi này được trồng làm cây cảnh trong nhà hay ngoài vườn.Loài được biết đến nhiều nhất là Guzmania lingulata (sao đỏ tươi) với các lá bắc màu cam và đỏ.

## Các loài
Vào thời điểm tháng 9 năm 2014, World Checklist of Selected Plant Families công nhận 215 loài, bao gồm cả các loài lai ghép
- Guzmania acorifolia (Griseb.) Mez
- Guzmania acuminata L.B.Sm.
- Guzmania acutispica E.Gross
- Guzmania aequatorialis L.B.Sm.
- Guzmania albescens H.Luther & Determann
- Guzmania alborosea H.Luther
- Guzmania alcantareoides H.Luther
- Guzmania alliodora E.Gross
- Guzmania altsonii L.B.Sm.
- Guzmania ×  amoena H.Luther
- Guzmania amplectens L.B.Sm.
- Guzmania andreana (E.Morren) Mez
- Guzmania andreettae Rauh
- Guzmania angustifolia (Baker) Wittm.
- Guzmania apiculata L.B.Sm.
- Guzmania armeniaca H.Luther
- Guzmania asplundii L.B.Sm.
- Guzmania atrocastanea H.Luther
- Guzmania attenuata L.B.Sm. & Read
- Guzmania bakeri (Wittm.) Mez
- Guzmania barbiei Rauh
- Guzmania bergii H.Luther
- Guzmania berteroniana (Schult. & Schult.f.) Mez
- Guzmania besseae H.Luther
- Guzmania betancurii H.Luther
- Guzmania bicolor L.B.Sm.
- Guzmania bipartita L.B.Sm.
- Guzmania bismarckii Rauh
- Guzmania blassii Rauh
- Guzmania brackeana Manzan.
- Guzmania bracteosa (André) André ex Mez
- Guzmania brasiliensis Ule
- Guzmania breviscapa H.Luther
- Guzmania brevispatha Mez
- Guzmania butcheri Rauh
- Guzmania cabrerae Gilmartin
- Guzmania calamifolia André ex Mez
- Guzmania calothyrsus Mez
- Guzmania candelabrum (André) André ex Mez
- Guzmania caricifolia (André) L.B.Sm.
- Guzmania cerrohoyaensis H.Luther
- Guzmania cinnabarina H.Luther & K.F.Norton
- Guzmania circinnata Rauh
- Guzmania claviformis H.Luther
- Guzmania compacta Mez
- Guzmania condensata Mez & Wercklé
- Guzmania condorensis H.Luther
- Guzmania confinis L.B.Sm.
- Guzmania confusa L.B.Sm.
- Guzmania conglomerata H.Luther
- Guzmania conifera (André) André ex Mez
- Guzmania coriostachya (Griseb.) Mez
- Guzmania corniculata H.Luther
- Guzmania cuatrecasasii L.B.Sm.
- Guzmania cuzcoensis L.B.Sm.
- Guzmania cylindrica L.B.Sm.
- Guzmania dalstroemii H.Luther
- Guzmania danielii L.B.Sm.
- Guzmania darienensis H.Luther
- Guzmania delicatula L.B.Sm.
- Guzmania densiflora Mez
- Guzmania desautelsii Read & L.B.Sm.
- Guzmania devansayana E.Morren
- Guzmania diazii H.Luther
- Guzmania diffusa L.B.Sm.
- Guzmania dissitiflora (André) L.B.Sm.
- Guzmania donnellsmithii Mez ex Donn.Sm.
- Guzmania dudleyi L.B.Sm.
- Guzmania dussii Mez
- Guzmania ecuadorensis Gilmartin
- Guzmania eduardi André ex Mez
- Guzmania ekmanii (Harms) Harms ex Mez
- Guzmania elvallensis H.Luther
- Guzmania erythrolepis Brongn. ex Planch.
- Guzmania farciminiformis H.Luther
- Guzmania fawcettii Mez
- Guzmania ferruginea H.Luther
- Guzmania filiorum L.B.Sm.
- Guzmania flagellata S.Pierce & J.R.Grant
- Guzmania foetida Rauh
- Guzmania formosa H.Luther
- Guzmania fosteriana L.B.Sm.
- Guzmania fuerstenbergiana (Kirchhoff & Wittm.) Wittm.
- Guzmania fuquae H.Luther & Determann
- Guzmania garciaensis Rauh
- Guzmania glaucophylla Rauh
- Guzmania globosa L.B.Sm.
- Guzmania glomerata Mez & Wercklé
- Guzmania gloriosa (André) André ex Mez
- Guzmania goudotiana Mez
- Guzmania gracilior (André) Mez
- Guzmania gracilis H.Luther
- Guzmania graminifolia (André ex Baker) L.B.Sm.
- Guzmania harlingii H.Luther
- Guzmania hedychioides L.B.Sm.
- Guzmania henniae H.Luther
- Guzmania herrerae H.Luther & W.J.Kress
- Guzmania hirtzii H.Luther
- Guzmania hitchcockiana L.B.Sm.
- Guzmania hollinensis H.Luther
- Guzmania inexpectata H.Luther
- Guzmania inkaterrae Gouda & C.Soto
- Guzmania izkoi Manzan. & W.Till
- Guzmania jaramilloi H.Luther
- Guzmania kalbreyeri (Baker) L.B.Sm.
- Guzmania kareniae H.Luther & K.F.Norton
- Guzmania kennedyae L.B.Sm. & Read
- Guzmania kentii H.Luther
- Guzmania killipiana L.B.Sm.
- Guzmania kraenzliniana Wittm.
- Guzmania kressii H.Luther & K.F.Norton
- Guzmania laeta H.Luther
- Guzmania lehmanniana (Wittm.) Mez
- Guzmania lellingeri L.B.Sm. & Read
- Guzmania lemeana Manzan.
- Guzmania leonard-kentiana H.Luther & K.F.Norton
- Guzmania lepidota (André) André ex Mez
- Guzmania lindenii (André) Mez
- Guzmania lingulata (L.) Mez
- Guzmania ×  litaensis H.Luther
- Guzmania longibracteata Betancur & N.R.Salinas
- Guzmania longipetala (Baker) Mez
- Guzmania loraxiana J.R.Grant
- Guzmania lychnis L.B.Sm.
- Guzmania macropoda L.B.Sm.
- Guzmania madisonii H.Luther
- Guzmania manzanaresiorum H.Luther
- Guzmania marantoidea (Rusby) H.Luther
- Guzmania megastachya (Baker) Mez
- Guzmania melinonis Regel
- Guzmania membranacea L.B.Sm. & Steyerm.
- Guzmania mitis L.B.Sm.
- Guzmania monostachia (L.) Rusby ex Mez
- Guzmania morreniana (Linden ex E.Morren) Mez
- Guzmania mosquerae (Wittm.) Mez
- Guzmania mucronata (Griseb.) Mez
- Guzmania multiflora (André) André ex Mez
- Guzmania musaica (Linden & André) Mez
- Guzmania nangaritzae H.Luther & K.F.Norton
- Guzmania nicaraguensis Mez & C.F.Baker
- Guzmania nidularioides L.B.Sm. & Read
- Guzmania nubicola L.B.Sm.
- Guzmania nubigena L.B.Sm.
- Guzmania obtusiloba L.B.Sm.
- Guzmania oligantha Lozano
- Guzmania osyana (E.Morren) Mez
- Guzmania pallida L.B.Sm.
- Guzmania palustris (Wittm.) Mez
- Guzmania paniculata Mez
- Guzmania pattersoniae Manzan.
- Guzmania patula Mez & Wercklé
- Guzmania pearcei (Baker) L.B.Sm.
- Guzmania pennellii L.B.Sm.
- Guzmania plicatifolia L.B.Sm.
- Guzmania plumieri (Griseb.) Mez
- Guzmania polycephala Mez & Wercklé
- Guzmania poortmanii (André) André ex Mez
- Guzmania pseudodissitiflora H.Luther & K.F.Norton
- Guzmania pseudospectabilis H.Luther
- Guzmania pungens L.B.Sm.
- Guzmania puyoensis Rauh
- Guzmania radiata L.B.Sm.
- Guzmania rauhiana H.Luther
- Guzmania regalis H.Luther
- Guzmania remediosensis E.Gross
- Guzmania remyi L.B.Sm.
- Guzmania retusa L.B.Sm.
- Guzmania rhonhofiana Harms
- Guzmania roezlii (E.Morren) Mez
- Guzmania rosea L.B.Sm.
- Guzmania roseiflora Rauh
- Guzmania rubrolutea Rauh
- Guzmania rugosa L.B.Sm. & Read
- Guzmania sanguinea (André) André ex Mez
- Guzmania scandens H.Luther & W.J.Kress
- Guzmania scherzeriana Mez
- Guzmania septata L.B.Sm.
- Guzmania sibundoyorum L.B.Sm.
- Guzmania sieffiana H.Luther
- Guzmania skotakii H.Luther
- Guzmania sneidernii L.B.Sm.
- Guzmania spectabilis (Mez & Wercklé) Utley
- Guzmania sphaeroidea (André) André ex Mez
- Guzmania sprucei (André) L.B.Sm.
- Guzmania squarrosa (Mez & Sodiro) L.B.Sm. & Pittendr.
- Guzmania stenostachya L.B.Sm.
- Guzmania steyermarkii L.B.Sm.
- Guzmania straminea (K.Koch) Mez
- Guzmania striata L.B.Sm.
- Guzmania stricta L.B.Sm.
- Guzmania strobilantha (Ruiz & Pav.) Mez
- Guzmania subcorymbosa L.B.Sm.
- Guzmania tarapotina Ule
- Guzmania tenuifolia (H.Luther) Betancur & N.R.Salinas
- Guzmania terrestris L.B.Sm. & Steyerm.
- Guzmania testudinis L.B.Sm. & Read
- Guzmania teucamae H.Luther & K.F.Norton
- Guzmania teuscheri L.B.Sm.
- Guzmania triangularis L.B.Sm.
- Guzmania undulatobracteata (Rauh) Rauh
- Guzmania van-volxemii (André) André ex Mez
- Guzmania variegata L.B.Sm.
- Guzmania ventricosa (Griseb.) Mez
- Guzmania verecunda L.B.Sm.
- Guzmania victoriae Rauh
- Guzmania vinacea H.Luther & K.F.Norton
- Guzmania virescens (Hook.) Mez
- Guzmania viridiflora E.Gross
- Guzmania vittata (Mart. ex Schult. & Schult.f.) Mez
- Guzmania weberbaueri Mez
- Guzmania wittmackii (André) André ex Mez
- Guzmania xanthobractea Gilmartin
- Guzmania xipholepis L.B.Sm.
- Guzmania zahnii (Hook.f.) Mez
- Guzmania zakii H.Luther

## Hình ảnh

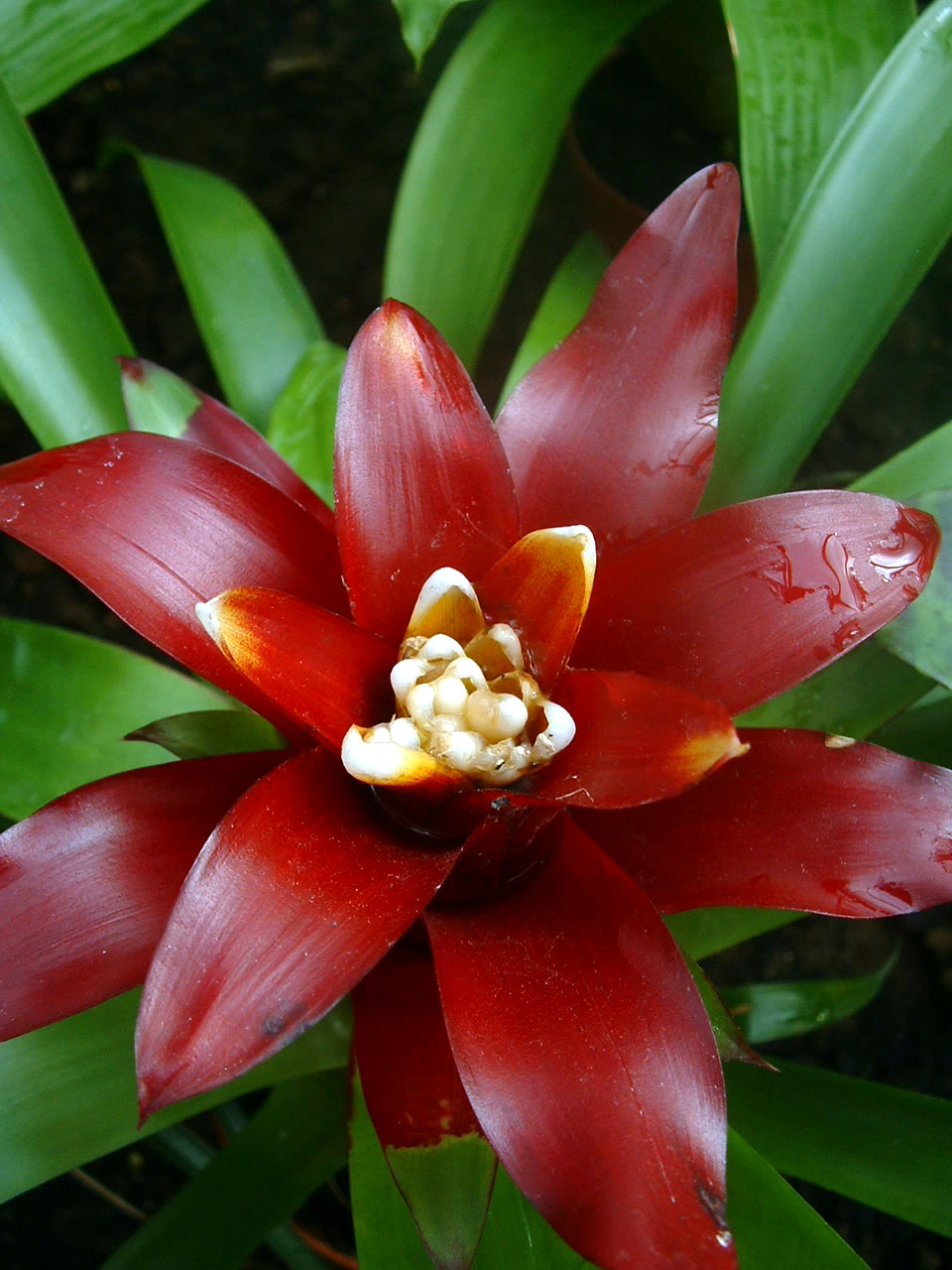
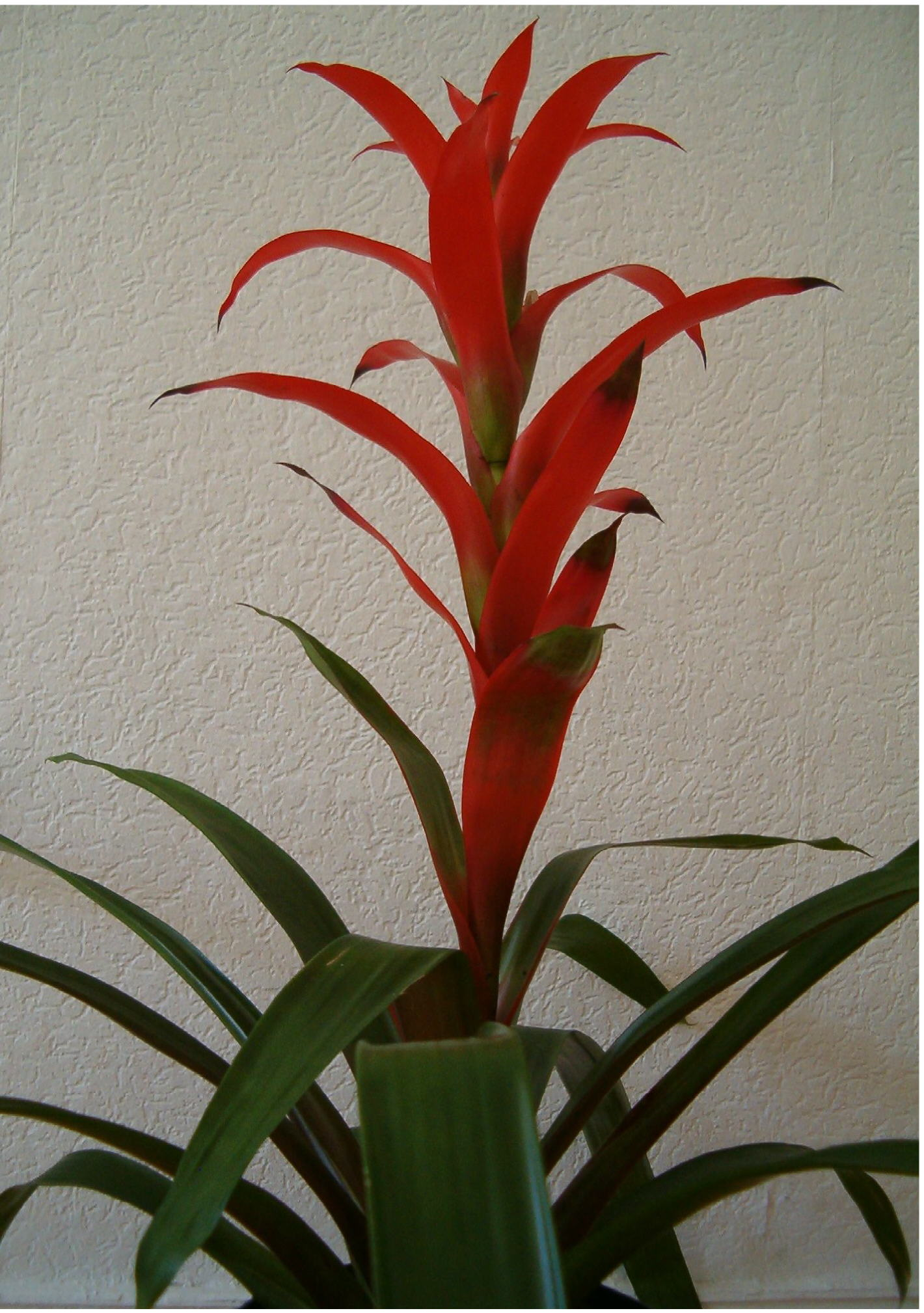
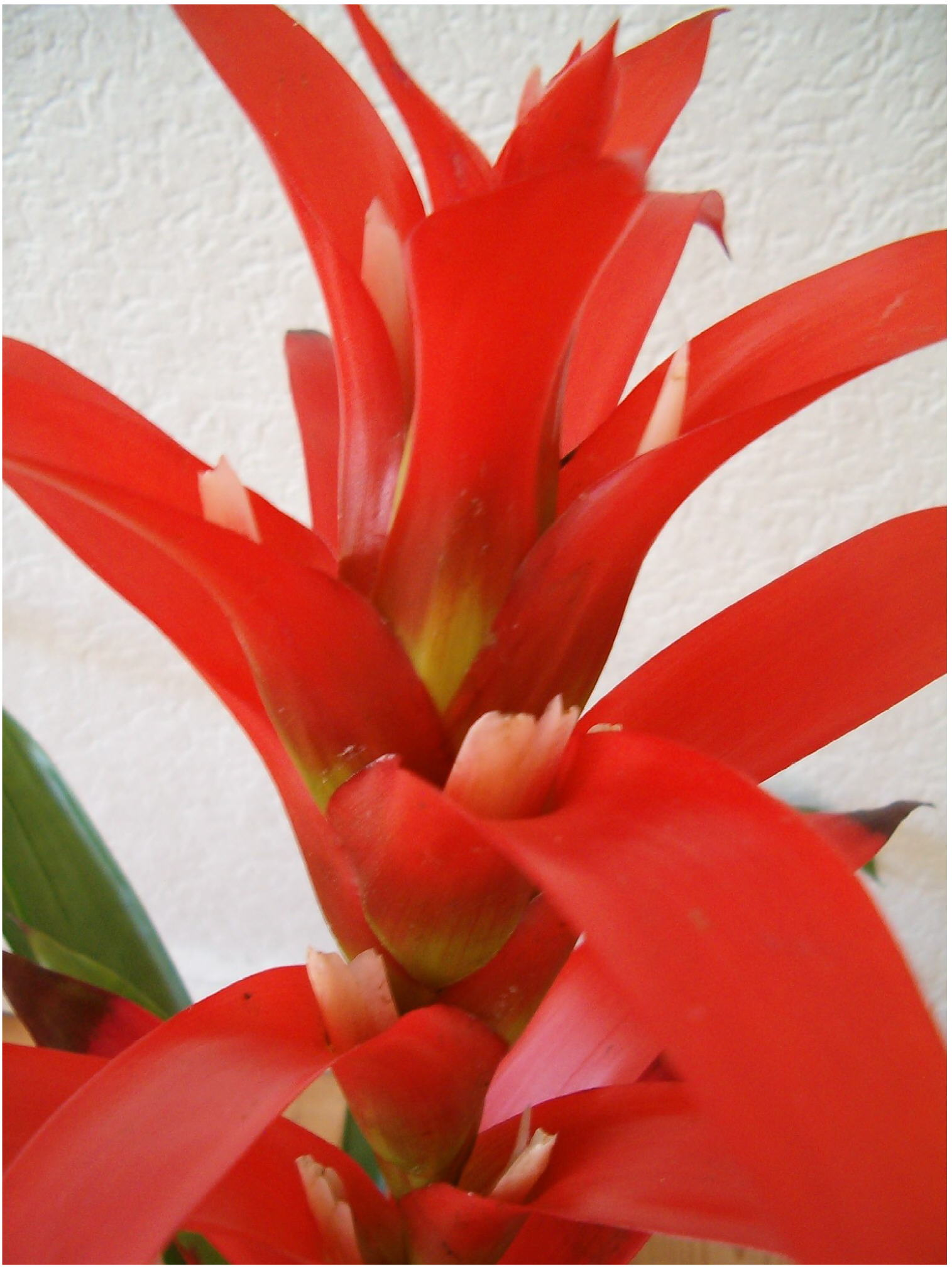